# Polynesia Cup
Polynesia Cup – turniej reprezentacji w piłce nożnej mężczyzn z Polinezji rozgrywany trzykrotnie w latach 1994–2000. Jego gospodarzami były kolejno Samoa, Wyspy Cooka i Tahiti. Turniej był rozgrywany systemem kołowym. We wszystkich edycjach zwyciężała reprezentacja Tahiti. Obok Melanesia Cup stanowił turniej kwalifikacyjny do Pucharu Narodów Oceanii.

## Uczestnicy
- Samoa Amerykańskie
- Wyspy Cooka
- Samoa
- Tahiti
- Tonga

## Wyniki
| Rok  | Gospodarz   | I miejsce | II miejsce  | III miejsce |
| ---- | ----------- | --------- | ----------- | ----------- |
| 1994 | Samoa       | Tahiti    | Tonga       | Samoa       |
| 1998 | Wyspy Cooka | Tahiti    | Wyspy Cooka | Samoa       |
| 2000 | Tahiti      | Tahiti    | Wyspy Cooka | Samoa       |

## Najlepsze reprezentacje
| M. | Reprezentacja | I miejsce | II miejsce | III miejsce | Razem |
| -- | ------------- | --------- | ---------- | ----------- | ----- |
| 1  | Tahiti        | 3         | 0          | 0           | 3     |
| 1  | Wyspy Cooka   | 0         | 2          | 0           | 2     |
| 3  | Samoa         | 0         | 0          | 3           | 3     |
| 4  | Tonga         | 0         | 1          | 0           | 1     |